# Кам'янка (Дніпровський район)
Ка́м'янка — село в Україні, у Новоолександрівській сільській територіальній громаді Дніпровського району Дніпропетровської області. Населення за переписом 2001 року становило 92 особи.

## Географія
Село Кам'янка розкинулося на правому березі лівої притоки річки Мокра Сура. Село є південним передмістям міста Дніпра і входить до складу Дніпровської агломерації. Межує на півдні з селом Ракшівка (на правому березі Мокрої Сури), на сході — з Дніпровим, на півночі Старими Кодаками.
За 2 км на північ розташований міжнародний аеропорт «Дніпро». Відстань до райцентру становить близько 22 км і проходить автошляхом Н08.

## Опис
У селі розташовані дачні селища.
1989 року за переписом тут проживало приблизно 150 осіб, в 2001 р. — 92.

## Населення

### Мова
Розподіл населення за рідною мовою за даними перепису 2001 року:
| Мова       | Відсоток |
| ---------- | -------- |
| українська | 83,7%    |
| російська  | 16,3%    |